# یواس‌اس پاراکت (ای‌ام‌اس-۳۰)
یواس‌اس پاراکت (ای‌ام‌اس-۳۰) (به انگلیسی: USS Parrakeet (AMS-30)) یک کشتی بود که طول آن ۱۳۶ فوت (۴۱ متر) بود. این کشتی در سال ۱۹۴۴ ساخته شد.